# Karosa ŠM 11
Le Karosa ŠM 11 est un autobus urbain produit par le constructeur tchécoslovaque Karosa de 1965 à 1981. Il a été remplacé par le Karosa B 731 en 1981.

## Histoire
Le premier prototype fonctionnel a été testé en 1961, mais plusieurs composants essentiels provenaient d'Europe occidentale, moteur et essieu arrière notamment. L'importation de ces éléments n'étant pas possible (dictat de Moscou) et les fabricants occidentaux ne voulant pas accorder de licence de fabrication, le constructeur dû reprendre son projet. Deux nouveaux prototypes sont apparus en 1962 et en 1963. En 1964, une série d'essais a été menée pour certifier le véhicule et sa production en série a commencé à la fin de 1965 et a duré jusqu'en 1981
Le Karosa ŠM 11 est un autobus urbain complètement différent de son prédécesseur, le Škoda 706 RTO qui avait encore un moteur placé à l'avant et uniquement deux portes latérales d'accès pour les passagers. L'autobus ŠM 11 est un des modèles de la série Karosa Š. Il est en fait très proche de l'autobus interurbain Karosa ŠL 11 et l'autobus de ligne Karosa ŠD 11. La carrosserie est du type semi-autoporteuse avec le moteur et la boîte de vitesses automatique placés au milieu du véhicule, sous le plancher. Seul l'essieu arrière est moteur. L'essieu avant est directeur et indépendant. Tous les essieux sont montés sur des suspensions pneumatiques.
Le côté droit comporte trois portes pliantes pour un accès rapide des passagers. À l'intérieur, les sièges sont revêtus en similicuir. La cabine des conducteurs n'est pas séparée du reste du véhicule. À l'arrière, il y a un emplacement réservé pour un landau ou un fauteuil roulant handicapé.
Dans la terminologie du constructeur, le Š de ŠM 11 veut dire Škoda, fournisseur du moteur. Le 11 vient du fait que l'autobus mesure 11 mètres de longueur.

## Production
La production en série de cet autobus a commencé en 1965 et s'est poursuivie sans grosse modification jusqu'en 1981.
Les ŠM 11 ne sont plus exploités par les entreprises de transports publics urbains, mais beaucoup sont conservés dans les musées comme véhicules historiques. Le dernier Karosa ŠM 11 en service à Prague a été réformé en 1987 et le dernier en République tchèque a été réformé en 1994 à Opava.
Environ 9.900 exemplaires du Karosa ŠM 11 ont été produits. Le SM 11 n'a pas connu le même succès que son prédécesseur le Škoda 706 RTO qui a aussi été largement exporté même si le ŠM 11 est la version la plus exportée de la série Š. Environ 2.000 exemplaires ont été vendus à l'étranger, Bulgarie, Hongrie, Mongolie et Pologne, pays sous tutelle soviétique.

## Le trolleybus Škoda T11

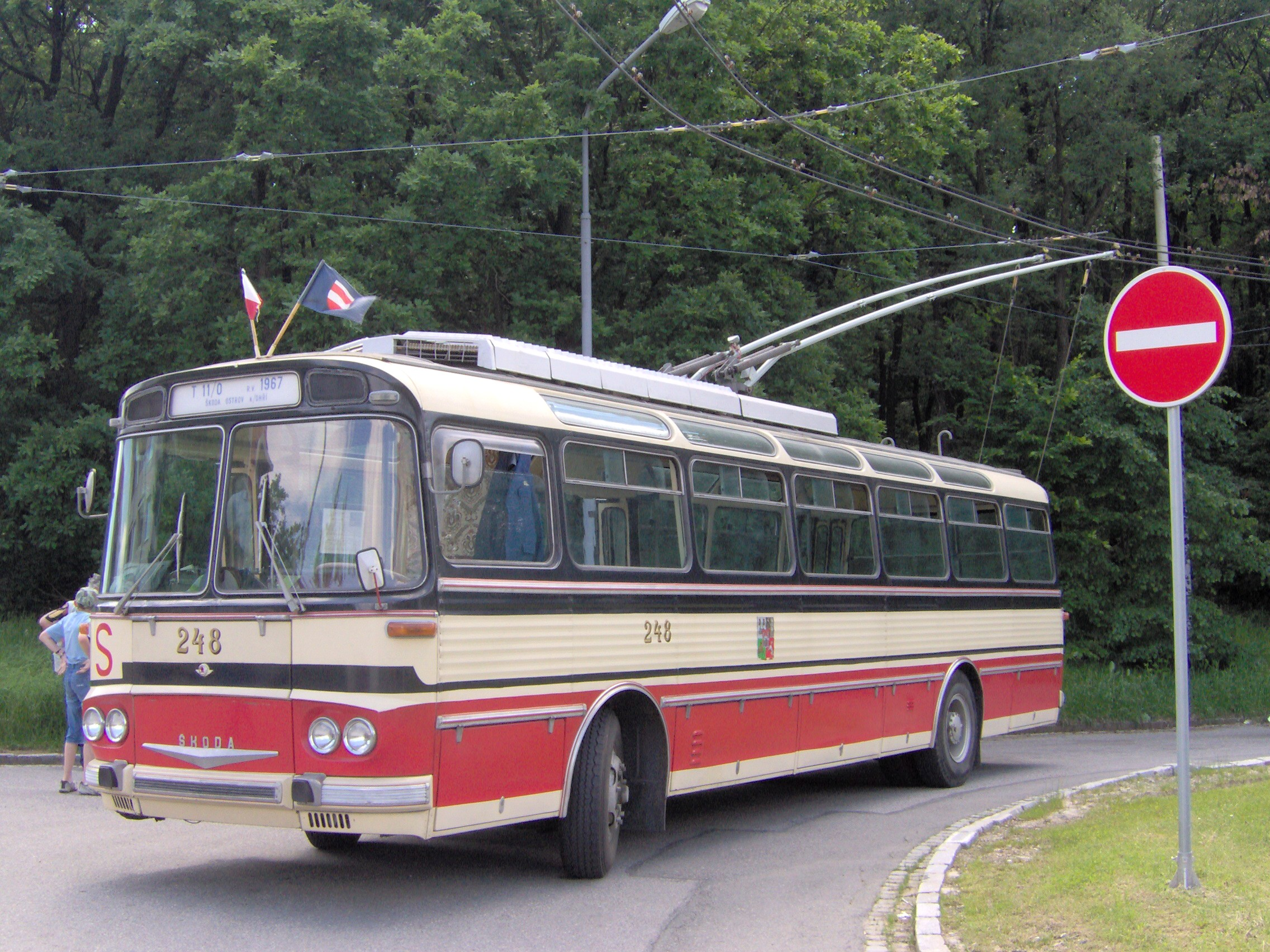
Trolleybus Škoda T11 à Brno

Une version trolleybus baptisée Škoda T11 a été réalisée. Seulement 8 exemplaires ont été fabriqués, 4 ont été acquis par la régie des transports de Plzeň (2 en 1966 plus 2 en 1970) et 3 par la régie des transports de Bratislava en Slovaquie en 1967. Le premier prototype de 1964 est resté la propriété du constructeur Škoda. Le dernier trolleybus en service, à Plzeň, a été réformé en 1980.